# VP8
VP8 és el darrer còdec de vídeo d'On2 Technologies que es va dissenyar per reemplaçar el seu antecessor, VP7.

## Història
L'agost del 2009 Google va comprar On2 Technologies. Aquesta empresa fou la que va desenvolupar les diferents versions del còdec VP, una de les més conegudes és la VP3 que, posteriorment, van donar-la a l'organització xiph.org, propiertaris de còdecs d'àudio Vorbis, que el van utilitzar per fer el còdec de vídeo Theora de codi obert. A finals del 2008, On2 Tecnologies, va presentar VP8, defensant que, en relació als seus principals rivals (H.264 i Ogg Theora), aconsegueix una major qualitat amb menys recursos, consumint fins a un 50% menys d'amplada de banda; fet que el convertia en el candidat ideal per a la xarxa, ja que aquesta incrementa de forma exponencial el seu trànsit i necessita solucions lleugeres pel vídeo mobil.
Així doncs, amb la compra d'On2 Technologies, Google, va heretar l'VP8.
El següent febrer de 2010, la Fundació de Software Lliure (FSF) va enviar una carta oberta a Google, on se li demanava que obrís el codi font i les especificacions del VP8, i que el fes servir com a alternativa als formats propietaris Flash i H.264, a YouTube.
Alhora MPEG-LA (consorci propietari del còdec H.264) va reaccionar prorrogant la gratituïtat del seu còdec (que caducava a finals d'aquell any) fins al 2017.
Finalment, el 19 de maig de 2010, i d'acord amb les especualcions que havien anat sorgint, en la conferència de desenvolupadors Google I/O, a San Francisco, Google va anunciar l'alliberació del còdec VP8 que ha vingut acompanyat amb el naixement de la iniciativa WebM.

### WebM
WebM és un format de contenidor multimèdia dissenyat per a proporcionar un format de compressió de vídeo lliure i d'alta qualitat per utilitzar amb vídeo HTML5. El desenvolupament del projecte està patrocinat per Google.
WebM inclou:
- VP8
- Vorbis, un còdec d'àudio ja obert i amplament implementat.
- un format contenidor basat en un subconjunt del contenidor Matroska.

## El conflicte amb els còdecs de vídeo
Arran de l'etiqueta de <video> d'HTML5 - que permet mostrar els continguts audiovisuals sense necessitar res més, sense haver d'utilitzar flash, ni haver d'instal·lar plugins- va sorgir un conflicte entre els còdecs de vídeo.
Quan W3C, organisme responsable de crear l'especificació HTML5 va fer l'esborrany, va especificar que el format dels vídeos seria Theora, però algunes de les empreses que componen W3C es van queixar fortament (en especial Apple), ja que tenien interessos comercials en fer servir els seus propis còdecs. Al final no es va especificar cap còdec en concret per utilitzar amb l'etiqueta de <video>.
Des de bon començament això va crear una sèrie de conflictes per definir el còdec estàndard. Abans que Google comprés VP8, prevalia el còdec propietari H.264 amb una clara superioritat qualitativa, era utilitzat a Youtube i a més, estava impulsat per Apple i amb grans empreses al darrere com Microsoft o Facebook. D'altra banda, Theora tenia a Mozilla i la Viquipèdia com a màxims partidaris.

### VP8 com a possible solució al conflicte
Després de la compra de VP8 per part de Google, ells mateixos van informar que realitzarien a Youtube la migració dels vídeos amb format H.264 al nou format VP8. Els navegadors Opera, Firefox i Chrome també van anunciar que inclourien compatibilitat amb aquest còdec en les properes versions. El que va sorprendre va ser la notícia que Internet Explorer 9 també l'acceptaria si el còdec està instal·lat al sistèma operatiu. A més d'aquestes, una altra empresa molt gran recolzarà VP8: Adobe. El seu CTO (Chief Technology Officer), Kevin Lynch, va anunciar que les aplicacions Adobe suportaran aquest còdec juntament amb la resta d'estàndards HTML5. En aquestes aplicacions s'inclou també Flash, d'aquesta manera, Adobe tracta d'evitar quedar-se enrere respecte altres aplicacions que utilitzin HTML5. Finalment, Safari és l'únic explorador que no ha recolzat VP8 i segueix amb H.264.

#### Futur
Des del punt de vista dels desenvolupadors web: Firefox, Chrome i Opera acaparen el 40% dels usuaris d'Internet, aquest és un percentatge molt important. A més a més, VP8 proporciona més facilitats i eines per codificar que H.264. Sumant-li a tot això el fet que a més, és software lliure i no hi ha problemes de llicències, sembla clar que els desenvolupadors web optaran per VP8.
Des del punt de vista dels navegadors: tot es redueix a un argument molt simple: YouTube. Aquest portal, segons Alexa, acapara el 25% de tot el tràfic d'Internet. Un navegador que no suportes vídeos de YouTube no seria molt còmode pels usuaris, que canviarien ràpidament a altres alternatives.
Aquest punt de vista és una mica extremat, probablement YouTube no mostrarà vídeos només en VP8, però segurament VP8 s'acabarà imposant perquè dona més possibilitats als desenvolupadors i usuaris d'aplicacions relacionades amb el vídeo, és gratuït, lliure i compta amb el suport d'un gran nombre d'empreses importants del sector de la informàtica com Adobe, AMD, ARM, Brightcove, Broadcome, Collabora, Digital Rapids, Encoding.com, Grab Networks, iLinc, Logitech, MIPS, nVIDIA, Ooyala, Qualcomm, Skype, Sorenson, Telestrem, Texas Instruments, Versilicon, ViewCast o Wildform.

## Atributs
L'equip que va crear VP8 han sigut pioners en el desenvolupament de còdecs de vídeo durant una dècada. VP8 proporciona una alta qualitat de vídeo, alhora que s'adapta eficientment al processament variable i a les condicions d'amplada de banda que es troben en l'ampla gamma de dispositius connectats a Internet actualment. L'ús eficient de l'amplada de banda que fa VP8 significarà costos de servei més baixos per als editors de continguts i una major qualitat de vídeo pels usuaris finals. La simplicitat relativa del codi fa que sigui més fàcil d'integrar en entorns ja existents i requereix menys ajustaments manuals per produir resultats d'alta qualitat. Aquests atributs i la ràpida innovació que s'espera obtenir a través del procés obert de desenvolupament (software lliure) fan molt adequat el VP8 per als requisits del vídeo a la web.

## VP8 dins de WebM

Logo de WebM

El projecte WebM és similar al BSD, tot el codi és lliure. Ha estat creat per Google amb la intenció de formar una comunitat al voltant d'aquest còdec. S'hi pot accedir a través de Projecte WebM  on es proporcionen diferents recursos per als desenvolupadors i usuaris: codificadors, codi del còdec, documentació, SDKs...
- El Kit de Desenvolupament del Software (SDK) permet integrar les mateixes aplicacions amb el còdec VP8. L'SDK inclou:
  - Especificacions del codificador VP8: Estructura de Dades, Arxius, Definicions, Typedefs, Enumeracions, Variables, Funcions i documentació de cadascun.
  - Especificacions del decodificador VP8: Arxius, Funcions, Variables i documentació.

També ajuda a iniciar-se ("Starting Points") i ofereix ajuda i FAQ.